# Sofia av Halshany
Sofia av Halshany, i Polen kallad Zofia Holszańska, född 1405, död 1461, var drottning av Polen mellan 1422 och 1434; gift med kung Vladislav II av Polen. Hon anklagades för äktenskapsbrott av sin styvdotters anhängare och spelade en politisk roll för att skydda sina söners rätt till den polska tronen.

## Biografi
Sofia var dotter till den litauiske adelsmannen prins Andreas av Halshany och Alexandra Drucka. Hon var niece till Uliana Olshanska, som var gift med Litauens storhertig Vytautas. Hennes far avled tidigt, och hon växte upp hos sin morbror Siemion Drucki. Sofia var född under namnet Sonia som ortodox kristen, och ska ha varit analfabet.
I maj 1420 blev kungen änkling för tredje gången, med endast ett barn, dottern Hedvig, som tronarvinge. Kungen uppmanades gifta om sig för att avla fler arvingar. Sofia av Halshany föreslogs som brud av sin morbror och av sin mosters/fasters make, Litauens storhertig. Däremot motsatte sig den polska adeln och kejsaren äktenskapet. Sofia konverterade från den ortodoxa till den katolska kristendomen och bytte namn från Sonia till Sofia i dopet.

### Drottning
Vigseln ägde rum i Navahrudak mellan 7 och 24 februari 1422. I Krakow möttes Sofia av fientlighet från de fraktioner som stödde kejsaren och hennes styvdotter Hedvig. I april 1423 åtföljde hon kungen på en resa till Ryssland. I oktober 1423 födde hon Vladislav, Polens första manliga tronarvinge på 114 år, något som röjde undan mycket av hennes tidigare impopularitet. Hennes kröning fördröjdes på grund av motstånd från den polska adeln. Kröningen ägde rum 5 mars 1424. I samband med kröningen mottog hon flera förläningar och fick en egen inkomst. Hennes sons arvsrätt ifrågasattes av den polska adeln, som istället gav sitt stöd till hennes styvdotter och förklarade att Polens tron inte var ärftlig utan riket en valmonarki. I kongressen i Legnica 1426 förklarade adeln att de skulle erkänna prins Vladislavs arvsrätt endast om hans erkände adelns rättigheter och hans mor inte blev hans regent under hans minderårighet, ett förslag som kungen inte gick med på.
Våren 1427 anklagades Sofia för äktenskapsbrott under sin tredje graviditet. Två ur hennes personal greps och torterades och sju män namngavs som hennes älskare: skattmästare Hińcza av Rogów, Piotr Kurowski, Wawrzyniec Zaręba, Jan Kraska, Jan Koniecpolski, och bröderna Piotr och Dobiesław av Szczekociny. Fallet hamnade inför domstol. Efter födseln av sin tredje son framträdde Sofia inför domstol och svor sig fri från all skuld, vilket gjorde att fallet avskrevs. I kongressen i Jedlnia i mars 1430 förklarades prins Vladislav för arvinge till Polens tron på villkor att han i sin tur erkände adelns rättigheter och att hans mor inte skulle bli regent under hans omyndighet. I december 1431 dog Sofias styvdotter Hedwig. Sofia anklagades för att ha förgiftat henne för att avsluta alla potentiella tronstrider, och tvingades svära sig fri från anklagelsen inför domstol. 

### Senare liv
Sofia blev änka 1 juni 1434, och biskop Zbigniew Oleśnicki grep genast makten. Den 25 juni utropades Sofias tio år gamla son Vladislav III till kung i enlighet med kongressen i Jedlnia. I enlighet med fördraget uteslöts Sofia från all politisk makt och styrelsen under monarkens minderårighet sköttes av det kungliga rådet. Sofia och biskop Zbigniew Oleśnicki försökte förgäves skaffa sig inflytande över regeringen från var sitt håll.
I december 1438 förklarades Sofias son Vladislav III myndig och förmyndarregeringen upplöstes. Hon drog sig tillbaka till sina privata förläningar i Sanok, och ska ha fört ett luxuöst hovliv. Hennes yngre son Kasimir valdes 1440 till storhertig av Litauen.
När Vladislav III avled 1444, valde den polska adeln Sofias yngre son Kasimir till kung. Han vägrade dock att komma till Polen. Sofia fungerade under två år som medlare mellan sin son och den polska adeln innan Kasimir slutligen accepterade den polska kronan 1446. Kasimir gav sin mor en plats i kungliga rådet, och hon fungerade som hans rådgivare. Hennes politiska verksamhet upphörde efter hennes sons giftermål 1454.
Sofia lät översätta bibeln till polska språket, något som blev känt som "drottning Sofias bibel" (1453–1461) och som har kallats för ett viktigt monument över det polska språket.